# Język beludżi
Język beludżi (zwany również baluczi) – język z rodziny języków indoeuropejskich, którym posługują się Beludżowie, pasterski lud pochodzenia irańskiego zamieszkujący Pakistan, Iran, południowy Afganistan, Oman, Turkmenistan i Tadżykistan. Według danych z 1987 roku posługiwało się nim 4,8 mln osób.
Język baludżi wraz z językami staroperskim, nowoperskim, pasztuńskim (błędnie zwanym afgańskim), kurdyjskim oraz wymarłymi dialektami średniowiecznymi, należy do grupy języków irańskich, którymi posługuje się około 200 milionów ludzi na terytorium rozciągającym się od wschodniej Turcji po Pakistan i zachodnią część Indii.
Literatura w języku beludżi obejmuje m.in.: epos heroiczny, ballady, pieśni liryczne, oraz bajki.